# Flustrellidra spinifera
Flustrellidra spinifera är en mossdjursart som först beskrevs av Charles Henry O'Donoghue 1923.  Flustrellidra spinifera ingår i släktet Flustrellidra och familjen Flustrellidridae. Inga underarter finns listade i Catalogue of Life.